# Lista de chefes de Estado do Haiti
A seguir a lista de chefes de Estado do Haiti desde a Revolução Haitiana, em 1791, até a atualidade.

## Histórico
Entre 1791 e 1804 a Revolução dominou a ilha de Hispaniola, inspirada pela Revolução Francesa. Apenas em 1804 o país alcançaria a independência plena e completa. O Haiti foi o segundo país da América a tornar-se independente. O então governador-geral, Jean-Jacques Dessalines, proclamou-se como Imperador inspirado na proclamação do Império Francês por Napoleão Bonaparte, ocorrida em maio daquele mesmo ano. Com a deposição e assassinato de Jacques I, o país foi dividido em dois estados; República do Haiti (Sul) e Estado do Haiti (Norte).
Em 28 de maio de 1811, Henri Christophe proclamou-se rei do Haiti. Reinou impopularmente até 1820, quando cometeu suicídio. Dez dias depois o Norte foi conquistado pelo Sul e o país reunificado. Em 27 de fevereiro de 1844 a República Dominicana se separa do Haiti, tornando-se independente.
Em 1849, o presidente Faustin Solouque proclamou-se Imperador do Haiti e reinou de maneira absoluta até ser deposto, em 1859. 
Em 1946, uma rebelião popular derruba o presidente Elis Lescot, levando ao poder Dumarsais Estimé, que é destituído por um golpe militar liderado por Raoul Magloire em 1950. Durante o governo de Magloire, é promulgada uma nova constituição que, pela primeira vez, dá ao povo haitiano o direito de eleger diretamente o presidente. Magloire, porém, decide perpetuar-se no poder com o apoio do exército, o que provoca uma violenta reação popular, resultando na renúncia do presidente. Segue-se novo período de instabilidade: nos nove meses seguintes à queda de Magloire, o Haiti conhece sete governantes diferentes. Finalmente, em 1957, após eleições duvidosas, é eleito François Duvalier.
O período mais sombrio na história do Haiti iniciou-se em 1957 com a ditadura de François Duvalier. Médico sanitarista com certo prestígio mundial, devido a suas ligações com o movimento negro, realizara excelente trabalho junto às populações rurais no combate à malária, sendo apelidado de Papa Doc (papai médico). O regime montou um aparato de repressão militar que perseguiu seus opositores, torturando-os e assassinando muitos deles. Papa Doc morreu em 1971, após ter promulgado uma constituição em 1964 que lhe deu a presidência vitalícia e ter conseguido que seu filho fosse declarado seu sucessor. Jean Claude Duvalier, o Baby Doc, que assumiu o poder aos 19 anos, deu continuidade ao regime ditatorial imposto pelo pai. Governou até 1986, quando foi deposto por um golpe militar.
O Haiti de 1986 a 1990 foi governado por uma série de governos provisórios. Em 1987, uma nova constituição foi feita. Em dezembro de 1990, Jean-Bertrand Aristide foi eleito com 67% dos votos. Porém poucos meses depois, Aristide foi deposto por um novo golpe militar e a ditadura foi restaurada no Haiti.
Em 1994, Aristide retornou ao poder, com auxílio do Estados Unidos. Mesmo assim, o ciclo de violência, corrupção e miséria não foi rompido. Em dezembro de 2003, sob pressão crescente foge para a África e o Haiti sofre intervenção internacional pela ONU.
No início de 2010 o país passa pela pior tragédia natural da história em 12 de janeiro um terremoto assola o país que praticamente atinge toda a capital Porto Príncipe aonde milhares pessoas morrem e outras ficam sem teto e sem comida.

## Chefes de Estado do Haiti
| São Domingos (1791–1804)                    | São Domingos (1791–1804)          | São Domingos (1791–1804)                                                                                             | São Domingos (1791–1804) | São Domingos (1791–1804)            | São Domingos (1791–1804)                                                                                            | São Domingos (1791–1804)                                           |
| Nº                                          | Retrato                           | Líder | Início do mandato        | Fim do mandato                      | Partido | Partido                                                            |
| ------------------------------------------- | --------------------------------- | --- | ------------------------ | ----------------------------------- | --- | ------------------------------------------------------------------ |
| N/A                                         |                                   | Toussaint Louverture (1743–1803)                                                                                     | 1 de janeiro de 1791     | 6 de maio de 1802                   | nenhum | nenhum                                                             |
| N/A                                         |                                   | Jean Jacques Dessalines (1758–1806)                                                                                  | 1 de janeiro de 1804     | 22 de setembro de 1804              | nenhum | nenhum                                                             |
| Primeiro Império do Haiti (1804–1806)       |                                   | |                          |                                     | |                                                                    |
| Nº                                          | Retrato                           | Monarca | Início do reinado        | Fim do reinado                      | Coroação | Consorte                                                           |
| 1                                           |                                   | Jacques I (1758–1806)                                                                                                | 22 de setembro de 1804   | 17 de outubro de 1806 (Deposto)     | 8 de outubro de 1804                                                                                                | Marie-Claire Heureuse Félicité                                     |
| Estado do Haiti (1806–1811)                 |                                   | |                          |                                     | |                                                                    |
| Nº                                          | Retrato                           | Presidente | Início do mandato        | Fim do mandato                      | Partido | Partido                                                            |
| 1                                           |                                   | Henri Christophe (1767–1820)                                                                                         | 17 de outubro de 1806    | 28 de maio de 1811                  | nenhum | nenhum                                                             |
| Reino do Haiti (1811–1820)                  |                                   | |                          |                                     | |                                                                    |
| Nº                                          | Retrato                           | Monarca | Início do reinado        | Fim do reinado                      | Coroação | Consorte                                                           |
| 1                                           |                                   | Henrique I (1767–1820)                                                                                               | 28 de maio de 1811       | 8 de outubro de 1820                | 2 de junho de 1811                                                                                                  | Marie Louise Coidavid                                              |
| 2                                           |                                   | Henrique II (1804–1820)                                                                                              | 8 de outubro de 1820     | 18 de outubro de 1820 (Assassinado) | — | —                                                                  |
| Primeira República do Haiti (1806–1822)     |                                   | |                          |                                     | |                                                                    |
| Nº                                          | Retrato                           | Presidente | Início do mandato        | Fim do mandato                      | Eleição | Partido                                                            |
| 1                                           |                                   | Alexandre Pétion (1770–1818)                                                                                         | 17 de outubro de 1806    | 29 de maio de 1818                  | — | nenhum                                                             |
| 2                                           |                                   | Jean-Pierre Boyer (1776–1850)                                                                                        | 18 de maio de 1818       | 9 de fevereiro de 1822              | — | nenhum                                                             |
| Unificação de Hispaniola (1822–1844)        |                                   | |                          |                                     | |                                                                    |
| (2)                                         |                                   | Jean-Pierre Boyer (1776–1850)                                                                                        | 9 de fevereiro de 1822   | 13 de fevereiro de 1843             | — | nenhum                                                             |
| 3                                           |                                   | Charles Rivière-Hérard (1789–1850)                                                                                   | 4 de abril de 1843       | 27 de fevereiro de 1844             | — | nenhum                                                             |
| Segunda República do Haiti (1844–1849)      |                                   | |                          |                                     | |                                                                    |
| (3)                                         |                                   | Charles Rivière-Hérard (1789–1850)                                                                                   | 27 de fevereiro de 1844  | 3 de maio de 1844                   | — | nenhum                                                             |
| 4                                           |                                   | Philippe Guerrier (1797–1845)                                                                                        | 18 de maio de 1844       | 15 de abril de 1845                 | — | nenhum                                                             |
| 5                                           |                                   | Jean-Louis Pierrot (1761–1857)                                                                                       | 16 de abril de 1845      | 24 de maio de 1846                  | — | nenhum                                                             |
| 6                                           |                                   | Jean-Baptiste Riché (1780–1847)                                                                                      | 24 de maio de 1846       | 28 de fevereiro de 1847             | — | nenhum                                                             |
| 7                                           |                                   | Faustin Solouque (1782–1867)                                                                                         | 2 de maio de 1847        | 26 de agosto de 1849                | — | nenhum                                                             |
| Segundo Império do Haiti (1849–1859)        |                                   | |                          |                                     | |                                                                    |
| Nº                                          | Retrato                           | Monarca | Início do reinado        | Fim do reinado                      | Coroação | Consorte                                                           |
| 2                                           |                                   | Faustino I (1782–1867)                                                                                               | 26 de agosto de 1849     | 22 de janeiro de 1859               | 18 de abril de 1852                                                                                                 | Adélina Soulouque                                                  |
| Terceira República do Haiti (1859–presente) |                                   | |                          |                                     | |                                                                    |
| Nº                                          | Retrato                           | Presidente | Início do mandato        | Fim do mandato                      | Eleição | Partido                                                            |
| 8                                           |                                   | Fabre Geffrard (1806–1878)                                                                                           | 22 de janeiro de 1859    | 13 de março de 1867                 | — | nenhum                                                             |
| —                                           |                                   | Nissage Saget (1810–1880)                                                                                            | 13 de março de 1867      | 2 de maio de 1867                   | — | nenhum                                                             |
| 9                                           |                                   | Sylvain Salnave (1826–1870)                                                                                          | 4 de maio de 1867        | 27 de dezembro de 1869              | — | nenhum                                                             |
| 10                                          |                                   | Nissage Saget (1810–1880)                                                                                            | 27 de dezembro de 1869   | 14 de maio de 1874                  | — | Partido Liberal                                                    |
| —                                           | Conselho de Secretários de Estado | Conselho de Secretários de Estado                                                                                    | 14 de maio de 1874       | 14 de junho de 1874                 | — | nenhum                                                             |
| 11                                          |                                   | Michel Domingue (1813–1877)                                                                                          | 14 de junho de 1874      | 15 de abril de 1876                 | — | nenhum                                                             |
| 12                                          |                                   | Pierre Théoma Boisrond-Canal (1832–1905)                                                                             | 15 de abril de 1876      | 17 de julho de 1879                 | — | Partido Liberal                                                    |
| —                                           |                                   | Joseph Lamothe (?–1891)                                                                                              | 26 de julho de 1879      | 2 de outubro de 1879                | — | nenhum                                                             |
| 13                                          |                                   | Lysius Salomon (1815–1888)                                                                                           | 2 de outubro de 1879     | 10 de agosto de 1888                | — | Partido Nacional                                                   |
| —                                           |                                   | Pierre Théoma Boisrond-Canal (1832–1905)                                                                             | 10 de agosto de 1888     | 16 de outubro de 1888               | — | Partido Liberal                                                    |
| 14                                          |                                   | François Légitime (1841–1935)                                                                                        | 16 de outubro de 1888    | 23 de agosto de 1889                | — | Partido Liberal                                                    |
| —                                           |                                   | Monpoint Jeune (1830–1905)                                                                                           | 23 de agosto de 1889     | 17 de outubro de 1889               | — | nenhum                                                             |
| 15                                          |                                   | Florvil Hyppolite (1828–1896)                                                                                        | 17 de outubro de 1889    | 24 de maio de 1896                  | — | Partido Nacional                                                   |
| 16                                          |                                   | Tirésias Simon Sam (1835–1916)                                                                                       | 24 de maio de 1896       | 12 de maio de 1902                  | — | Partido Nacional                                                   |
| —                                           |                                   | Pierre Théoma Boisrond-Canal (1832–1905)                                                                             | 26 de maio de 1902       | 17 de dezembro de 1902              | — | Partido Liberal                                                    |
| 17                                          |                                   | Nord Alexis (1820–1910)                                                                                              | 21 de dezembro de 1902   | 2 de dezembro de 1908               | — | nenhum                                                             |
| 18                                          |                                   | Antoine Simon (1843–1923)                                                                                            | 6 de dezembro de 1908    | 3 de agosto de 1911                 | — | Partido Liberal                                                    |
| 19                                          |                                   | Cincinnatus Leconte (1854–1912)                                                                                      | 15 de agosto de 1911     | 8 de agosto de 1912                 | — | Partido Nacional                                                   |
| 20                                          |                                   | Tancrède Auguste (1856–1913)                                                                                         | 8 de agosto de 1912      | 2 de maio de 1913                   | — | Partido Nacional                                                   |
| 21                                          |                                   | Michel Oreste (1859–1918)                                                                                            | 12 de maio de 1913       | 27 de janeiro de 1914               | — | nenhum                                                             |
| 22                                          |                                   | Oreste Zamor (1861–1915)                                                                                             | 8 de fevereiro de 1914   | 29 de outubro de 1914               | — | nenhum                                                             |
| 23                                          |                                   | Joseph Davilmar Théodore (1847–1917)                                                                                 | 7 de novembro de 1914    | 22 de fevereiro de 1915             | — | nenhum                                                             |
| 24                                          |                                   | Vilbrun Guillaume Sam (1859–1915)                                                                                    | 25 de fevereiro de 1915  | 28 de julho de 1915                 | — | nenhum                                                             |
| 25                                          |                                   | Sudre Dartiguenave (1862–1926)                                                                                       | 12 de agosto de 1915     | 15 de maio de 1922                  | — | nenhum                                                             |
| 26                                          |                                   | Louis Borno (1865–1942)                                                                                              | 15 de maio de 1922       | 15 de maio de 1930                  | — | nenhum                                                             |
| 27                                          |                                   | Louis Eugène Roy (1861–1939)                                                                                         | 15 de maio de 1930       | 18 de novembro de 1930              | — | nenhum                                                             |
| 28                                          |                                   | Sténio Vincent (1874–1959)                                                                                           | 18 de novembro de 1930   | 15 de maio de 1941                  | — | nenhum                                                             |
| 29                                          |                                   | Elie Lescot (1883–1974)                                                                                              | 15 de maio de 1941       | 11 de janeiro de 1946               | — | Partido Liberal                                                    |
| —                                           |                                   | Franck Lavaud (1903–1986)                                                                                            | 11 de janeiro de 1946    | 16 de agosto de 1946                | — | nenhum                                                             |
| 30                                          |                                   | Dumarsais Estimé (1900–1953)                                                                                         | 16 de maio de 1946       | 10 de maio de 1950                  | — | nenhum                                                             |
| —                                           |                                   | Franck Lavaud (1903–1986)                                                                                            | 10 de maio de 1950       | 6 de dezembro de 1950               | — | nenhum                                                             |
| 31                                          |                                   | Paul Magloire (1907–2001)                                                                                            | 6 de dezembro de 1950    | 12 de dezembro de 1956              | 1950 | Movimento Camponês Operário                                        |
| —                                           |                                   | Joseph Nemours Pierre-Louis (1900–1966)                                                                              | 12 de dezembro de 1956   | 3 de fevereiro de 1957              | — | nenhum                                                             |
| —                                           |                                   | Franck Sylvain (1909–1987)                                                                                           | 7 de fevereiro de 1957   | 2 de abril de 1957                  | — | nenhum                                                             |
| —                                           | Conselho Executivo de Governo     | Conselho Executivo de Governo                                                                                        | 2 de abril de 1957       | 25 de maio de 1957                  | — | nenhum                                                             |
| —                                           |                                   | Daniel Fignolé (1913–1986)                                                                                           | 25 de maio de 1957       | 14 de junho de 1957                 | — | Movimento Camponês Operário                                        |
| —                                           |                                   | Antonio Thrasybule Kébreau (1909–1963)                                                                               | 14 de junho de 1957      | 22 de outubro de 1957               | — | nenhum                                                             |
| 32                                          |                                   | François Duvalier (1907–1971)                                                                                        | 22 de outubro de 1957    | 21 de abril de 1971                 | 1957 1961 1964 | Partido da Unidade Nacional                                        |
| 33                                          |                                   | Jean-Claude Duvalier (1951–2014)                                                                                     | 21 de abril de 1971      | 7 de fevereiro de 1986              | 1971 1985 | Partido de Unidade Nacional                                        |
| —                                           |                                   | Henri Namphy (1932–2018)                                                                                             | 7 de fevereiro de 1986   | 7 de fevereiro de 1988              | — | nenhum                                                             |
| 34                                          |                                   | Leslie Manigat (1930–2014)                                                                                           | 7 de fevereiro de 1988   | 20 de junho de 1988 (Deposto)       | 1988 | Agrupações de Democratas Nacionais Progressistas                   |
| 35                                          |                                   | Henri Namphy (1932–2018)                                                                                             | 20 de junho de 1988      | 17 de setembro de 1988 (Deposto)    | — | nenhum                                                             |
| 36                                          |                                   | Prosper Avril (1937–)                                                                                                | 17 de setembro de 1988   | 10 de maio de 1990                  | — | nenhum                                                             |
| —                                           |                                   | Hérard Abraham (1940–)                                                                                               | 10 de maio de 1990       | 13 de maio de 1990                  | — | nenhum                                                             |
| —                                           |                                   | Ertha Pascal-Trouillot (1943–)                                                                                       | 13 de maio de 1990       | 7 de fevereiro de 1991              | — | nenhum                                                             |
| 37                                          |                                   | Jean-Bertrand Aristide (1953–)                                                                                       | 7 de fevereiro de 1991   | 29 de setembro de 1991 (Deposto)    | 1990-91 | Organização do Povo em Luta                                        |
| —                                           |                                   | Raoul Cédras (1949–)                                                                                                 | 29 de setembro de 1991   | 8 de outubro de 1991                | — | nenhum                                                             |
| —                                           |                                   | Joseph Nérette (1924–2007)                                                                                           | 8 de outubro de 1991     | 19 de junho de 1992                 | — | nenhum                                                             |
| —                                           |                                   | Marc Bazin (1932–2010)                                                                                               | 19 de junho de 1992      | 15 de junho de 1993                 | — | Movimento Pela Democracia no Haiti                                 |
| (37)                                        |                                   | Jean-Bertrand Aristide (1953–)                                                                                       | 15 de junho de 1993      | 12 de maio de 1994                  | — | Organização do Povo em Luta                                        |
| —                                           |                                   | Émile Jonassaint (1913–1995)                                                                                         | 12 de maio de 1994       | 12 de outubro de 1994               | — | nenhum                                                             |
| (37)                                        |                                   | Jean-Bertrand Aristide (1953–)                                                                                       | 12 de outubro de 1994    | 7 de fevereiro de 1996              | — | Organização do Povo em Luta                                        |
| 38                                          |                                   | René Préval (1943–2017)                                                                                              | 7 de fevereiro de 1996   | 7 de fevereiro de 2001              | 1995 | Fanmi Lavalas                                                      |
| 39                                          |                                   | Jean-Bertrand Aristide (1953–)                                                                                       | 7 de fevereiro de 2001   | 29 de fevereiro de 2004 (Deposto)   | 2000 | Fanmi Lavalas                                                      |
| —                                           |                                   | Boniface Alexandre (1936–)                                                                                           | 29 de fevereiro de 2004  | 14 de maio de 2006                  | — | nenhum                                                             |
| 40                                          |                                   | René Préval (1943–2017)                                                                                              | 14 de maio de 2006       | 14 de maio de 2011                  | 2006 | Frente da Esperança (até 2009) Unidade Patriótica (depois de 2009) |
| 41                                          |                                   | Michel Martelly (1961–)                                                                                              | 14 de maio de 2011       | 7 de fevereiro de 2016              | 2010-11 | Resposta Camponesa                                                 |
| —                                           |                                   | Evans Paul (1955–)                                                                                                   | 7 de fevereiro de 2016   | 16 de fevereiro de 2016             | — | nenhum                                                             |
| —                                           |                                   | Jocelerme Privert (1954–)                                                                                            | 16 de fevereiro de 2016  | 7 de fevereiro de 2017              | 2016 (Fev) | Unidade Patriótica                                                 |
| 42                                          |                                   | Jovenel Moïse (1968–2021)                                                                                            | 7 de fevereiro de 2017   | 7 de julho de 2021 (Assassinado)    | 2016 (Nov.) | Partido Haitiano Tèt Kale                                          |
| —                                           |                                   | Conselho de Ministros liderado por Claude Joseph (1980–)                                                             | 7 de julho de 2021       | 20 de julho de 2021                 | — | Conselho de Ministros                                              |
| —                                           |                                   | Conselho de Ministros liderado por Ariel Henry (1949–)                                                               | 21 de julho de 2021      | 25 de abril de 2024                 | interino (Em 11 de março de 2024, disse que renunciaria quando um conselho presidencial de transição fosse criado.) | Conselho de Ministros                                              |
| —                                           |                                   | Conselho Presidencial de Transição liderado por Edgard Leblanc Fils (2024) e Leslie Voltaire (2024–presente) (1955–) | 25 de abril de 2024      | presente                            | | Conselho Presidencial de Transição                                 |